# يانغ هوانغ
يانغ هوانغ (بالإنجليزية: Yang Huang)‏ (13 يونيو 1971، جيانغسو في الصين)؛ روائية أمريكية.